# هسبانيا سيتيريور

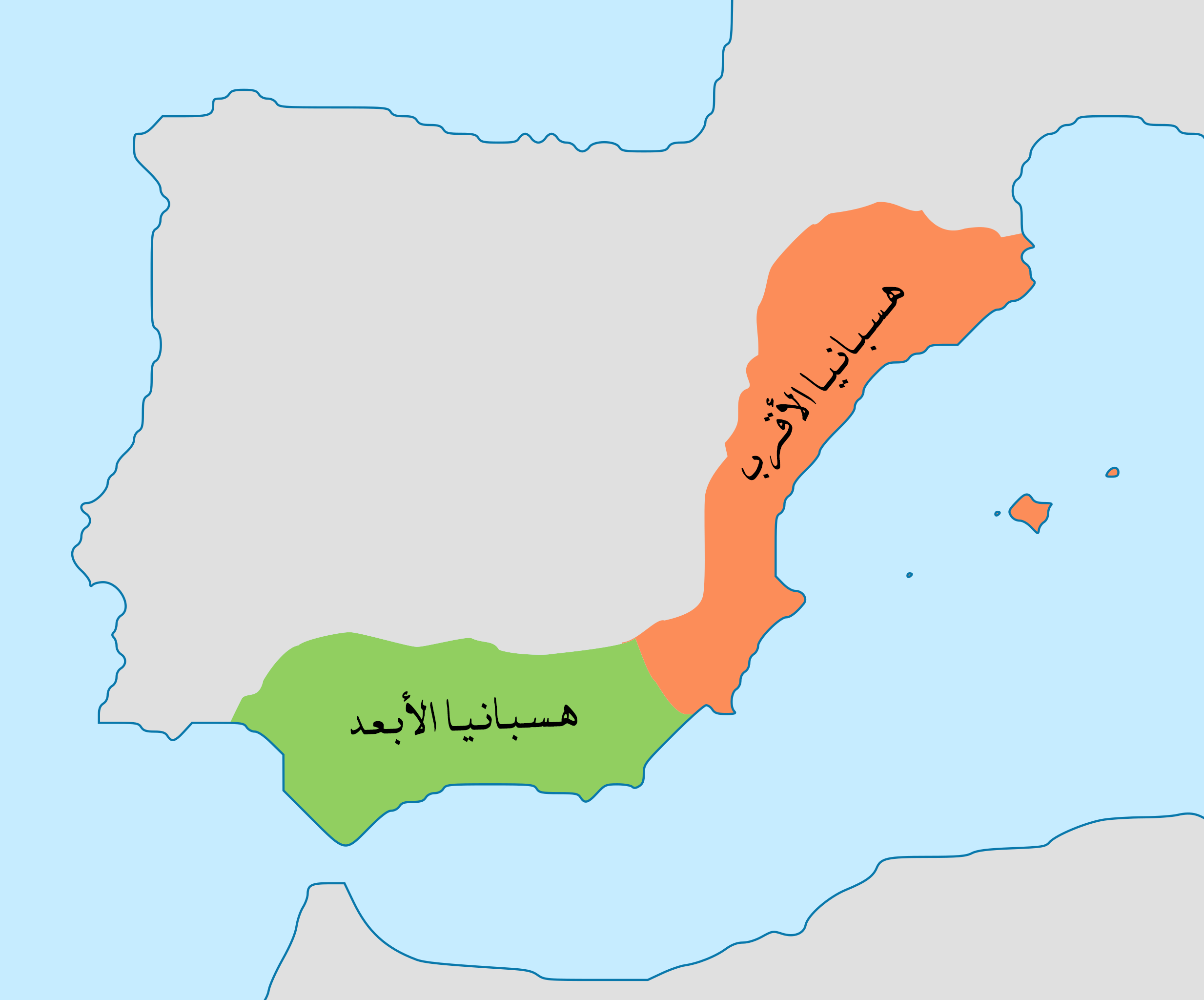
المقاطعات الرومانية هسبانيا الأقرب (سيتيريور) والأبعد (أوليتير).

هسبانيا سيتيريور («هسبانيا الأقرب») مقاطعة رومانية في هسبانيا أثناء الجمهورية الرومانية. وقعت على الساحل الشرقي لإيبيريا وصولاً إلى مدينة كارتاجو نوفا، كارتاخينا اليوم في مجتمع مورسيا المستقل، إسبانيا. غطت تقريبا مجتمعات الحكم الذاتي الإسبانية اليوم كاتالونيا وفالنسيا. جنوبا كانت مقاطعة هسبانيا أوليتير («هسبانيا الأبعد»)، سميت على هذا النحو لأنها كانت بعيدة عن روما.
تم تأسيس المحافظتين في عام 197 قبل الميلاد، أي بعد أربع سنوات من انتهاء الحرب البونية الثانية (218-201 قبل الميلاد). خلال هذه الحرب، هزم سكيبيو أفريكانوس القرطاجيين في معركة إليبا (بالقرب من إشبيلية) في عام 206 قبل الميلاد. أدى ذلك إلى سيطرة الرومان على الممتلكات القرطاجية في جنوب إسبانيا وعلى الساحل الشرقي حتى نهر إبرو. في أواخر القرن الأول قبل الميلاد، أعاد أوغسطس تنظيم المقاطعات الرومانية في إسبانيا. تم استبدال هيسبانيا الدنيا من قبل المحافظة أكبر من هسبانيا تاراكونيس، والتي شملت الأراضي التي غزاها الرومان في وقت لاحق في هيسبانيا.

## علم أصول الكلمات
هسبانيا هو المصطلح اللاتيني المعطى لشبه الجزيرة الإيبيرية. يمكن إرجاع المصطلح إلى عام 200 قبل الميلاد على الأقل عندما استخدم المصطلح الشاعر كوينتس إنيوس. وربما كلمة مشتقة من البونيقية אי שפן «I-شافان» معنى «ساحل وبريات». وفقًا للمؤرخ الروماني كاسيوس ديو، فإن شعوب المنطقة أتوا من قبائل عديدة مختلفة ولم يتقاسموا لغة مشتركة أو حكومة مشتركة.